# Peel—Dufferin—Simcoe
Pour les articles homonymes, voir Peel, Dufferin et Simcoe (homonymie).
Circonscription électorale fédérale du Canada
Peel—Dufferin—Simcoe (brièvement connue sous le nom de Peel—Dufferin) est une circonscription électorale fédérale de l'Ontario, représentée de 1968 à 1979.
La circonscription de Peel—Dufferin est créée en 1966 à partir de Dufferin—Simcoe et de Peel. Renommée Peel—Dufferin—Simcoe en 1967, la circonscription est abolie en 1976 et redistribuée parmi Brampton—Halton Hills, Dufferin—Wellington, Simcoe-Sud et York—Peel.

## Géographie
En 1966, la circonscription de Peel—Dufferin comprenait:
- Une partie du comté de Dufferin, situé entre les cantons de Mono (en) et de Mulmur (en)
- Une partie du comté de Peel, situé dans les cantons d'Albion, Caledon, Chinguacousy (en) et Toronto Gore (en)
- Une partie du comté de Simcoe, situé dans la ville d'Alliston et les cantons d'Adjala (en), Tosorontio (en) et Essa (en)
- La ville d'Orangeville

## Députés
| Législature                                                                            | Années                                                   | Député                                                   | Député                                                   | Parti                                                    |
| Peel—Dufferin—Simcoe issue de Dufferin—Simcoe et de Peel                               | Peel—Dufferin—Simcoe issue de Dufferin—Simcoe et de Peel | Peel—Dufferin—Simcoe issue de Dufferin—Simcoe et de Peel | Peel—Dufferin—Simcoe issue de Dufferin—Simcoe et de Peel | Peel—Dufferin—Simcoe issue de Dufferin—Simcoe et de Peel |
| -------------------------------------------------------------------------------------- | -------------------------------------------------------- | -------------------------------------------------------- | -------------------------------------------------------- | -------------------------------------------------------- |
| 28e                                                                                    | 1968–1972                                                |                                                          | Bruce Beer                                               | Libéral                                                  |
| 29e                                                                                    | 1972–1974                                                |                                                          | Ellwood Madill                                           | Progressiste-conservateur                                |
| 28e                                                                                    | 1974–1979                                                |                                                          | Ross Milne                                               | Libéral                                                  |
| Redistribuée parmi Brampton—Halton Hills, Dufferin—Wellington, Simcoe-Sud et York—Peel |                                                          |                                                          |                                                          |                                                          |